# Король Седжон (антарктична станція)
Король Седжон — південнокорейська науково-дослідна станція в Антарктиді. Діє з 17 лютого 1988 року. Знаходиться на острові Короля Георга на висоті 10 м над рівнем моря. Названа на честь Седжона Великого — четвертого короля династії Чосон і творця корейської азбуки хангиль.

## Історія
Король Седжон це перша корейська антарктична станція. Вона була відкрита Корейським полярним науково-дослідним інститутом 17 лютого 1988 року на півострові Бартон, що на острові Короля Георга. На той час станція складалась з 6 будинків та 2 лабораторій. У 1991 році було збудовано ще 3 будинки.
У 2015 році, в рамках 28-ї зимової експедиції, станцію очолювала Ін-Янг Ан (In-Young Ahn), ставши першою жінкою, що очолила антарктичну експедицію з Азії.

## Інфраструктура
Влітку станція приймає до 90 чоловік від Корейського Полярного науково-дослідного інституту та іноземних вчених. Впродовж зими в ньому можуть розміститися лише 17 інженерів та вчених, які обслуговують станцію та регулярно збирають дані (метеорологічні записи, океанографічні параметри тощо), але основна увага приділяється відстеженню загальної зміни природного середовища. Станція складається з 11 будинків та двох лабораторій.
Дослідників на станцію доставляють криголами RV Onnuri та RV Araon.

## Дослідження
Станція знаходиться в зоні з м'яким кліматом, завдяки чому в літній період тут є можилвість досліджувати велику кількість тварин. Це приваблює багатьох біологів. Крім цього, на станції проводяться дослідження у наступних галузях: Екологічний моніторинг; Геодезія; Геомагнітні спостереження (з 1989 р.); Гляціологія (з 1998 р.); Іоносферні спостереження (з 1989 р.)
Низька / верхня атмосферна наука; Океанографія; Берегова геологія / геофізика; Сейсмологія; Контроль за рівнем озону в регіоні (з 1998 р.) та ін.

## В популярній культурі
Станція стала основою для карти King Sejong Station LE у грі StarCraft II: Heart of the Swarm.